# (6067) 1990 QR11
(6067) 1990 QR11 es un asteroide perteneciente al cinturón de asteroides, región del sistema solar que se encuentra entre las órbitas de Marte y Júpiter, descubierto el 28 de agosto de 1990 por Zdeňka Vávrová desde el Observatorio Kleť, České Budějovice, República Checa.

## Designación y nombre
Designado provisionalmente como 1990 QR11. 

## Características orbitales
1990 QR11 está situado a una distancia media del Sol de 3,163 ua, pudiendo alejarse hasta 3,318 ua y acercarse hasta 3,007 ua. Su excentricidad es 0,049 y la inclinación orbital 10,47 grados. Emplea 2054,80 días en completar una órbita alrededor del Sol.

## Características físicas
La magnitud absoluta de 1990 QR11 es 11,5. Tiene 13,779 km de diámetro y su albedo se estima en 0,256. 